# 豚捨
有限会社豚捨（ぶたすて）は、三重県伊勢市に本社を置く、精肉店や飲食店を営む日本の企業。創業以来、契約農家から入荷した伊勢牛のみを取り扱う。コロッケが看板商品で、多い時には1日で4,000個を売り上げる。同県鳥羽市にも同名同業の企業があるが、別法人である。

## 歴史
1880年（明治13年）、捨吉は度会郡御薗村（現・伊勢市御薗町）の高橋家の4男として生まれるが、4歳の時に父が死去したため、奉公に出された。その後24歳の時に森家の養子となり、養豚・養鶏業を営むようになる。1909年（明治42年）11月、捨吉は29歳にして精肉店「豚捨」を宇治山田市大世古町（現・伊勢市大世古）に開業し、同時に西洋料理店「豚捨」も始めた。
精肉店の経営が安定してくる大正時代になると、伊勢神宮から建物の払い下げがあることを聞いて購入を決意、これを機に業態転換を考えた。捨吉はすき焼きを出す旅館を開こうと決めたが、店名が「豚捨」ではどうかと考え、伊勢神宮ゆかりの慶光院に新店名の命名を依頼し、「若柳」の名を得た。これが本店に隣接する別館若柳の起源である。
養豚業から始めた捨吉は、津・松阪・伊勢で屠畜組合の設立、三重県屠畜営業組合理事や山田支部長、伊勢・鳥羽屠畜組合顧問など三重県の畜産業の発展に関わり続けた。また1945年（昭和20年）7月の宇治山田空襲で店舗を全焼するも、いち早く再建して店の立て直しに努めた。
永らく本店と別館若柳の2店舗体制であったが、世の中のニーズに合わせて外食産業に進出した。2012年（平成24年）3月3日には伊勢神宮豊受大神宮（外宮）に伊勢肉を奉納、2013年（平成25年）3月21日には東京へ進出した。

### 屋号の由来
特徴的な「豚捨」という屋号は、創業者の森捨吉のあだ名が豚捨であったことに由来する。豚を飼っている捨吉、略して豚捨というわけである。ただし、豚捨に正式な由来を記した書物等が残されているわけではない。
豚捨で出される牛肉があまりにも美味であったことから、客が「豚肉なんか捨ててしまえ」と豚肉を捨ててしまったことから豚捨という名前になったという伝説もある。旅行ガイドブックによってはこれが正しい説であるかのように書いてあるものもある。この伝説の元は、映画監督の松山善三のエッセイ集『食って、食って、食いまくれ』に書かれている。

## 店舗と料理

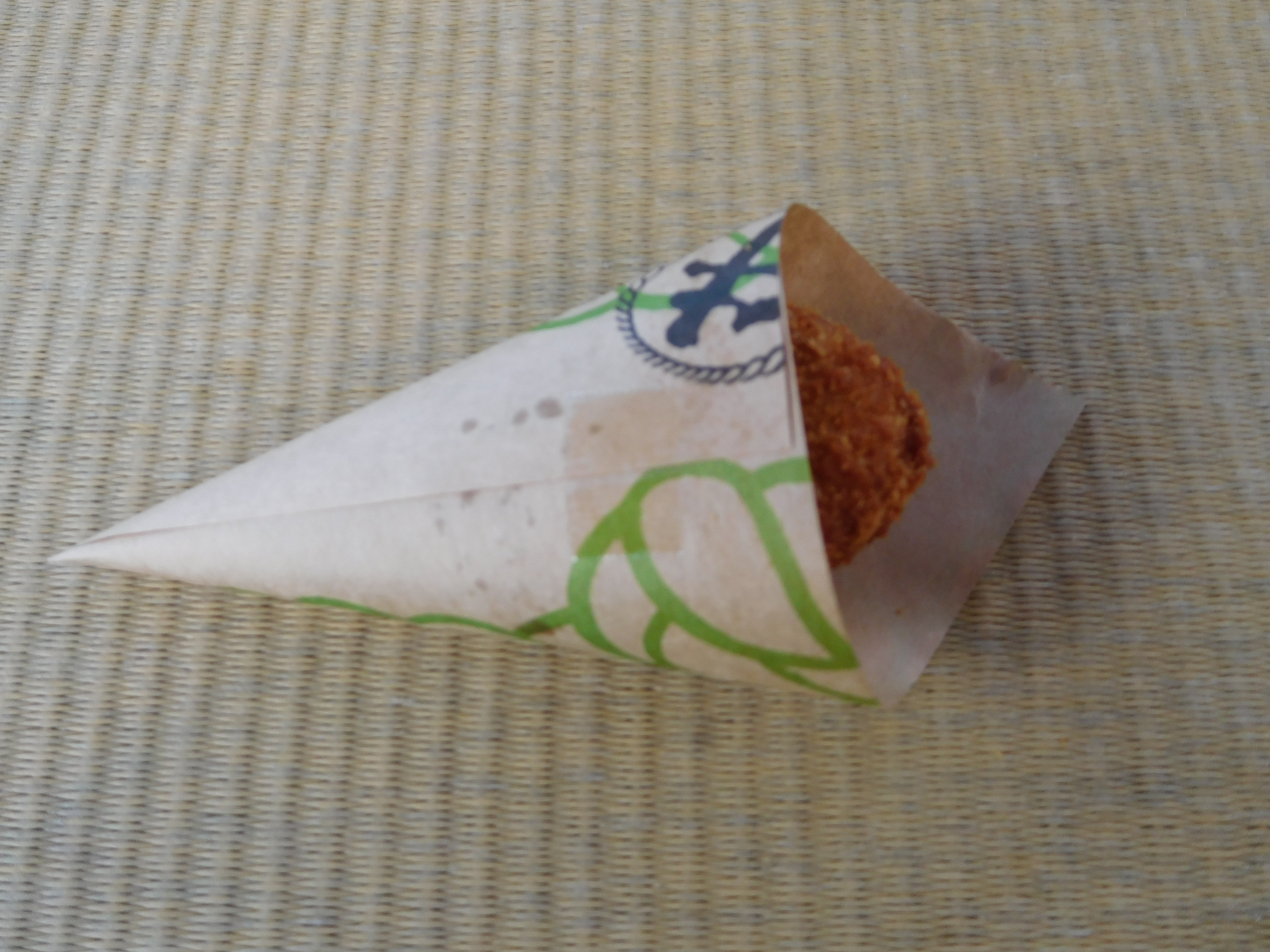
豚捨のコロッケ

創業以来、店で取り扱う牛肉は伊勢市近郊の契約農家から仕入れた黒毛和種の未経産雌牛にこだわっている。一般的にはこの定義を満たす牛肉は「松阪牛」と呼ばれるが、豚捨では松阪牛という名称が浸透する以前から使われていた「伊勢牛」・「伊勢肉」という呼称を使っている。豚肉料理を提供していたこともあり、豚肉のすき焼きや豚丼などのメニューがあったという。取り扱い商品の中では特にコロッケが消費者の支持を集めており、「Ray」・「mina」・「S Cawaii!」・「GISELe」・「Como」の読者1万人のアンケートで伊勢グルメの第5位に入った。
2018年（平成30年）現在、4代目の森大亮が経営しており、森は母校の皇學館高等学校の同窓会長を務めている。

### 現行店舗

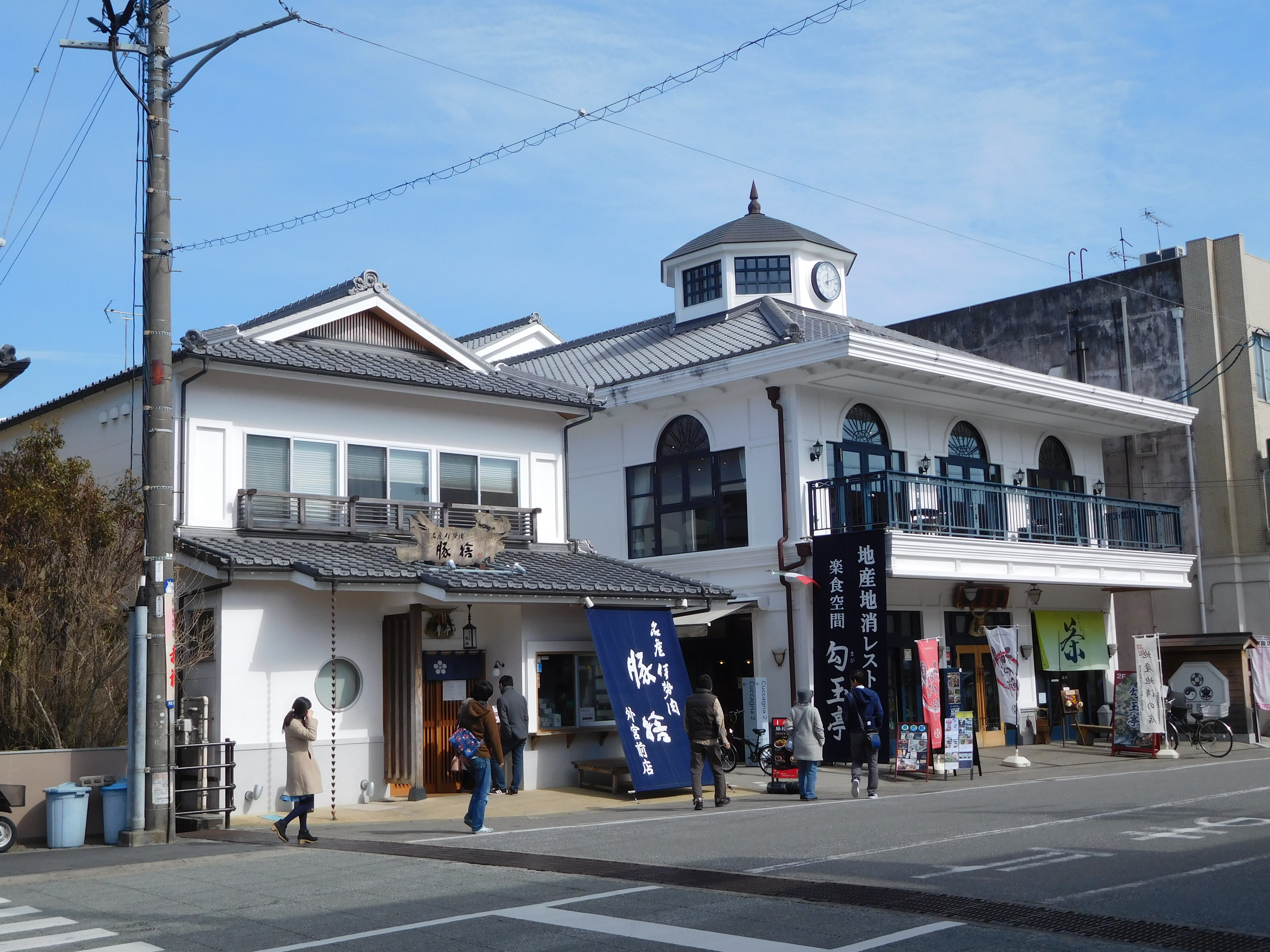
豚捨 外宮前店

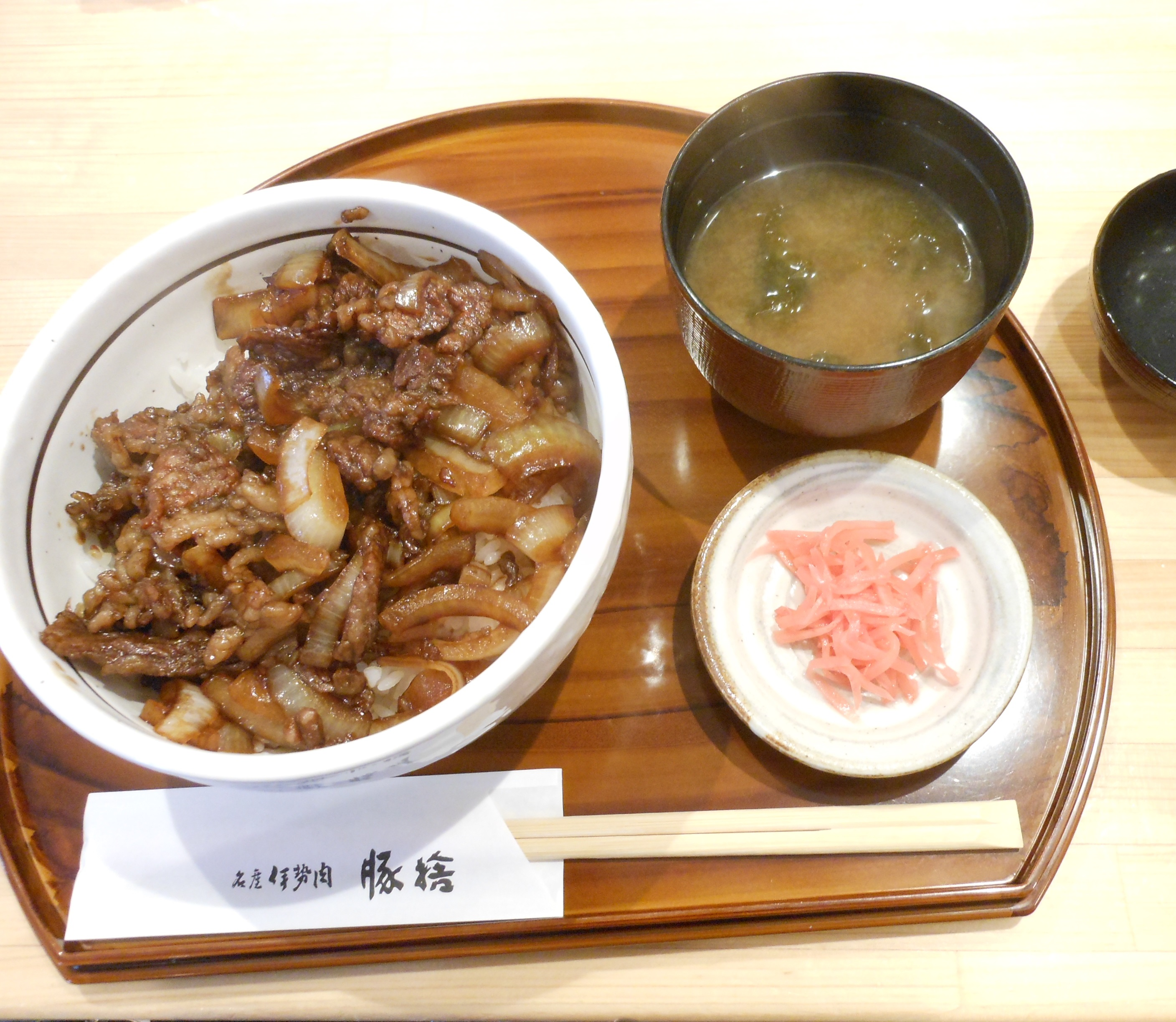
豚捨の牛丼

豚捨本店
精肉店であり、牛肉のしぐれ煮、コロッケの販売も行う。来客用の牛肉を買い求める店として伊勢市民に利用されている。店舗は伊勢市街にあるが、4代目店主が幼少の頃まで店の前でウシを飼育していた。
豚捨別館 若柳
伊勢市大世古二丁目、伊勢市駅から徒歩15分、宮町駅から徒歩5分のところにある。あみ焼き、すき焼き、しゃぶしゃぶを供する料理店。肉を堪能してもらえるように、料理に前菜は添えないというこだわりがある。まず、ヒレとロースのあみ焼きを食した後、すき焼きを注文する客が多い。すき焼きはいわゆる関西風で、上白糖と生醤油のみで味付けする。店内はすべて個室で、座敷が中心であるが、椅子席も用意している。玄関前には御木曳の様子を時系列的に描いた絵が飾ってある。
映画監督の松山善三は『食って、食って、食いまくれ』の中で「この店の牛肉、無類の美味」と評している。森繁久彌も来店しており、店内には森繁自筆の書が飾られている。

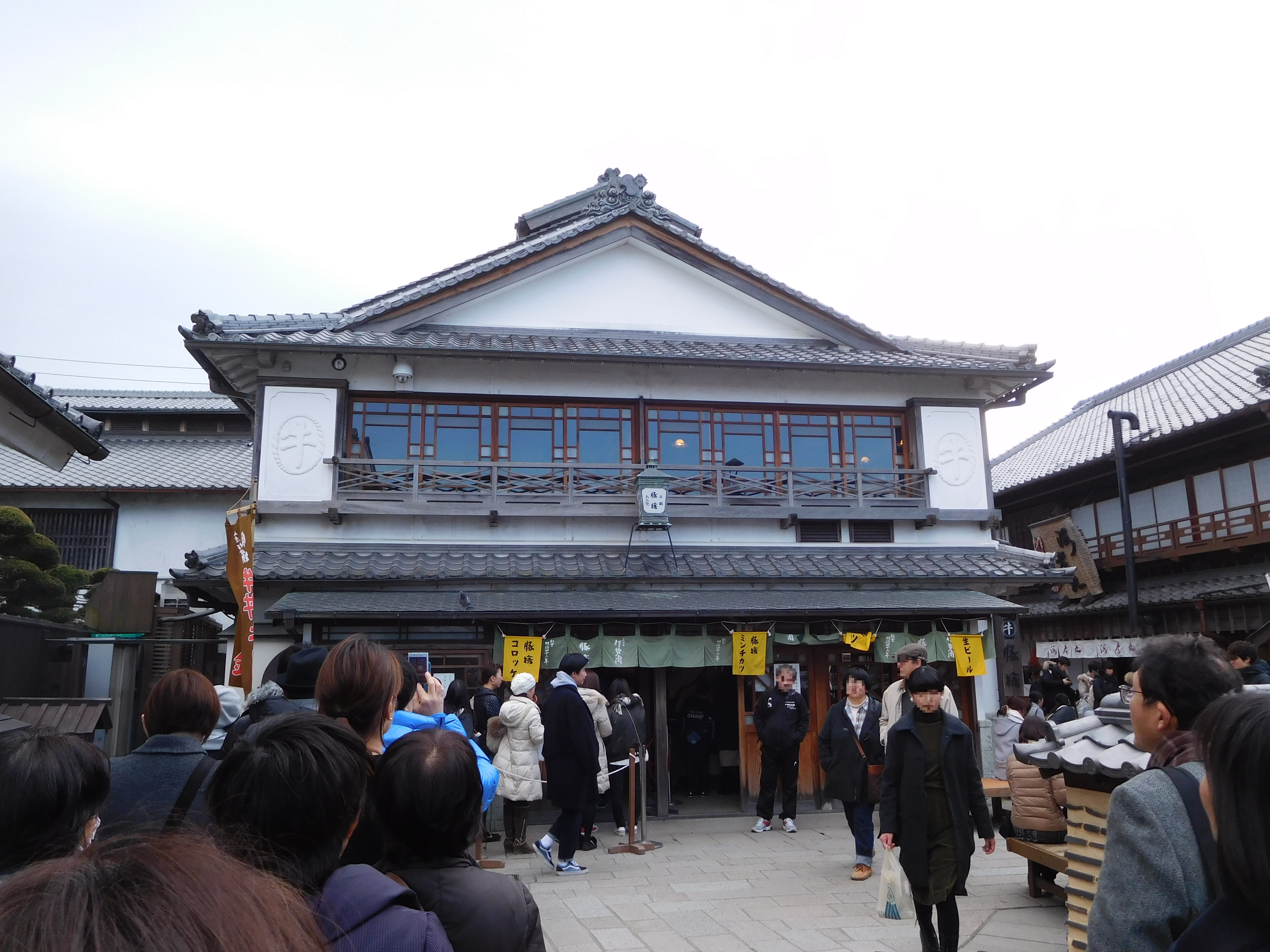
おかげ横丁 豚捨
1993年（平成5年）出店。伊勢市宇治中之切町、伊勢神宮皇大神宮（内宮）前のおかげ横丁の中にあり、文明開化の時代を彷彿とさせる外観になっている。店内は大きく食べ歩き可能なコロッケ、メンチカツ、精肉を販売するエリアと食事を提供する飲食エリアの2つに分かれている。飲食エリアでは牛丼、牛鍋、すき焼き、ロースを使ったあみ焼きなどを提供し、1階で牛丼・牛鍋など、2階ですき焼き・しゃぶしゃぶなどを取り扱う。豚捨では牛鍋とすき焼きを別物として扱っており、牛鍋の方が安価である。（牛鍋は割下を使った関東風である。）店頭で販売するコロッケは、時に20メートル以上の行列ができ、多い日には4,000個ほど売れ、売り切れになることもある。
豚捨 外宮前店
外宮参道に新規出店が相次いでいた2012年（平成24年）10月に開店。伊勢市岩渕一丁目、伊勢神宮豊受大神宮（外宮）前にあり、店頭でコロッケやメンチカツ、店内でハンバーグや焼肉などの定食を取り扱う。店舗はアズテック建築設計研究室の設計で木造2階建てである。
豚捨 KITTE 丸の内店
東京・丸の内のJPタワー・KITTE丸の内5階にある料理店で、すき焼き、しゃぶしゃぶ、牛丼、ステーキなどを取り扱う。牛丼は昼食メニューで、「夏牛丼」など季節限定メニューを提供することがある。

### 過去の店舗
- 小俣店[17]（伊勢市小俣町元町695）
- 四日市店（四日市市諏訪栄町、中部近鉄百貨店四日市店1階）[17]
- beer bar Butasute→カレーうどん豚屋捨吉（伊勢市宮後1-7-34）

こだわりの料理とクラフトビールの店「beer bar Butasute」として2018年（平成30年）11月29日（いい肉の日）に開店した。同年12月23日に中京テレビ放送の『前略、大徳さん』で「豚捨のボロネーゼ」が紹介された。その後2020年3月に閉店、6月にカレーうどん専門店「カレーうどん豚屋捨吉」として再開業するも、2021年7月に閉店。

## 鳥羽の豚捨
三重県には鳥羽市にも精肉店を営む有限会社豚捨があるが、伊勢の豚捨とは無関係である。鳥羽の豚捨は、鳥羽市鳥羽三丁目にあり、松阪牛をはじめとする精肉や惣菜を販売する。精肉は量り売りである。惣菜の中では、松阪牛を使用した、自宅に持ち帰って焼く「手作りハンバーグ」が「ソウルフード」と評されるほどの市民の評価を得ている。